# Edgar Albert Smith
Pour les articles homonymes, voir Edgar Smith et Smith.
Edgar Albert Smith est un zoologiste et un illustrateur britannique, né le 29 novembre 1847 à Londres et mort le 22 juillet 1916.
Il est conservateur-assistant au British Museum à partir de 1867. Il est notamment l’auteur de :
- Avec Francis Jeffrey Bell (1855-1924) et Randolph Kirkpatrick (1863-1950), préface de Sir Edwin Ray Lankester (1847-1929), A Guide to the Shell and Starfish Galleries (Londres, 1901), l’ouvrage est réédité à de nombreuses reprises.

Smith étudie les mollusques rapportés par diverses expéditions comme celles du HMS Challenger (1873 à 1876), du HMS Alert (1884), Terra Nova en Antarctique (1910), etc.
Une valve de bénitier (mollusque) est posée sur sa pierre tombale.